# Sallèdes
Sallèdes is een gemeente in het Franse departement Puy-de-Dôme (regio Auvergne-Rhône-Alpes) en telt 512 inwoners (2005). De plaats maakt deel uit van het arrondissement Clermont-Ferrand.

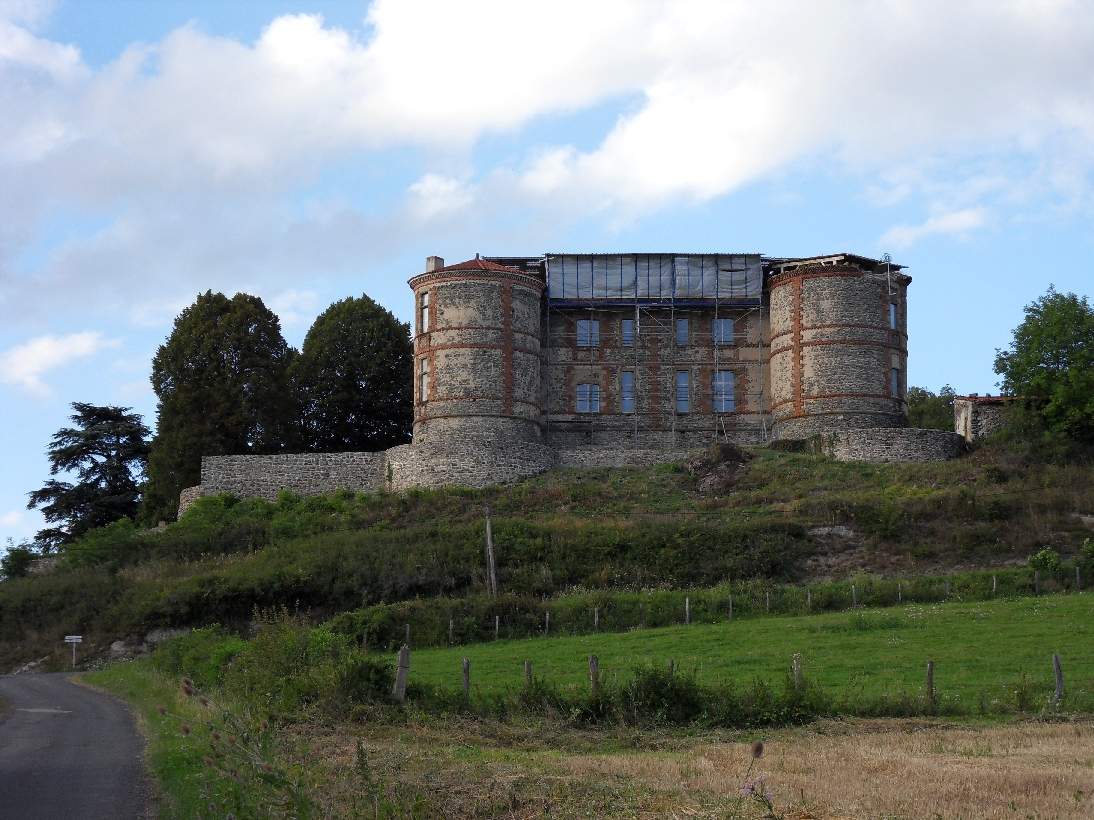
Kasteel Chaux-Montgros, Sallèdes
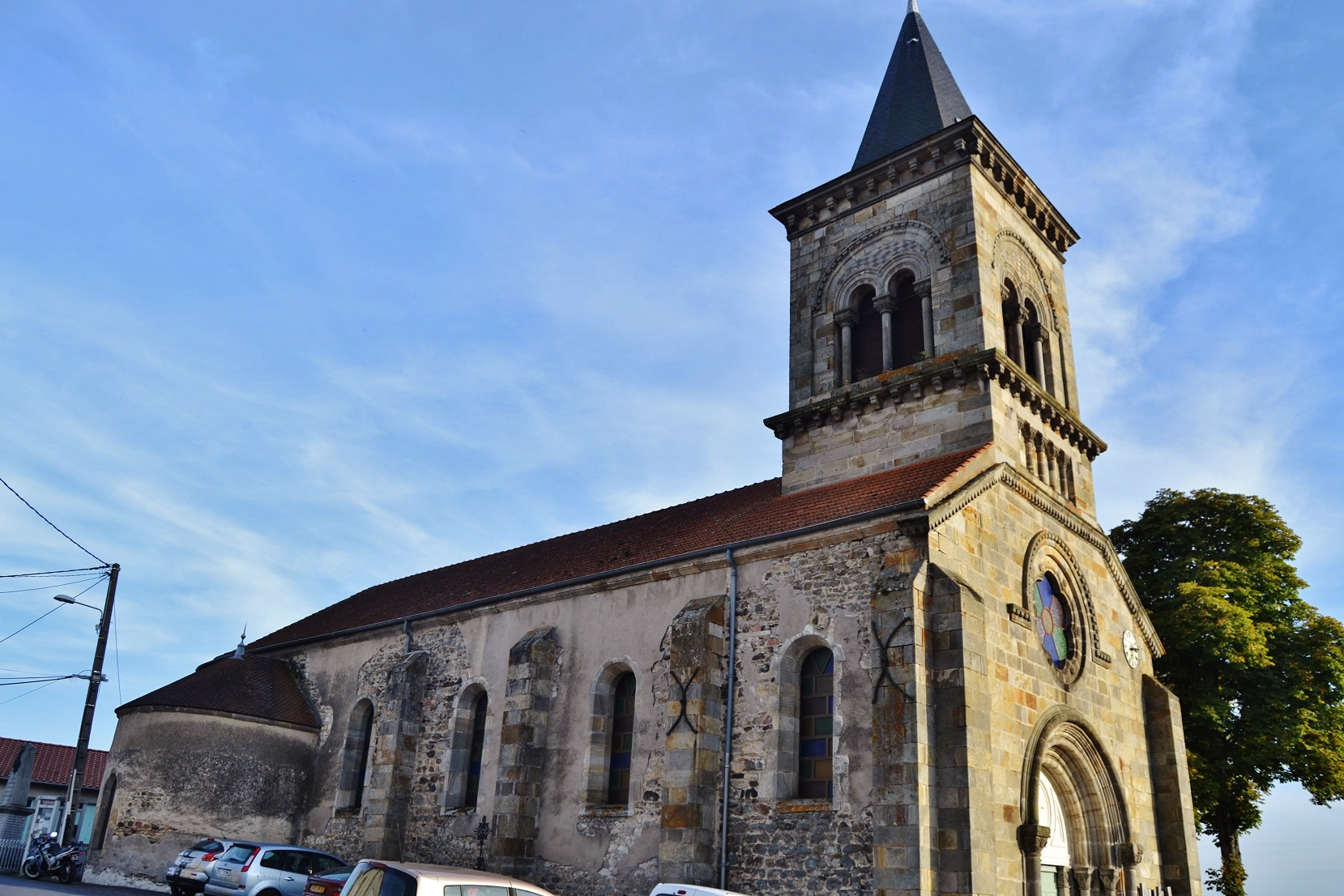
Kerk van Sallèdes

## Geografie
De oppervlakte van Sallèdes bedraagt 19,1 km², de bevolkingsdichtheid is 26,8 inwoners per km².
De onderstaande kaart toont de ligging van Sallèdes met de belangrijkste infrastructuur en aangrenzende gemeenten.

## Demografie
Onderstaande figuur toont het verloop van het inwonertal (bron: INSEE-tellingen).